# Powiat zduńskowolski
Powiat zduńskowolski – powiat w Polsce (województwo łódzkie), utworzony 1 stycznia 1999 r. w ramach reformy administracyjnej. Jego siedzibą jest miasto Zduńska Wola (współrzędne stolicy powiatu: 51°35′55″N 18°56′15″E).
Według danych z 31 grudnia 2019 roku powiat zamieszkiwało 66 380 osób. Natomiast według danych z 30 czerwca 2020 roku powiat zamieszkiwały 66 232 osoby.

## Geografia

### Położenie i obszar
Powiat zduńskowolski ma obszar 369,24 km², co stanowi 2,03% powierzchni województwa łódzkiego.

### Podział administracyjny
W skład powiatu wchodzą:
- gminy miejskie: Zduńska Wola
- gminy miejsko-wiejskie: Szadek
- gminy wiejskie: Zapolice, Zduńska Wola
- miasta: Zduńska Wola, Szadek

| lp.   | Herb | Gmina        | siedziba     | powierzchnia (km²) | ludność | gęstość zaludnienia (osób/km²) |
| ----- | ---- | ------------ | ------------ | ------------------ | ------- | ------------------------------ |
| 1     |      | Szadek       | Szadek       | 151,65             | 7331    | 48                             |
| 2     |      | Zapolice     | Zapolice     | 81,41              | 4788    | 59                             |
| 3     |      | Zduńska Wola | Zduńska Wola | 111,61             | 11433   | 102                            |
| 4     |      | Zduńska Wola | –            | 24,57              | 44141   | 1797                           |
| Razem | –    | 4            | 3            | 369,24             | 67 693  | 183                            |

Powiat zduńskowolski graniczy z trzema powiatami województwa łódzkiego: łaskim, sieradzkim i poddębickim.

## Demografia

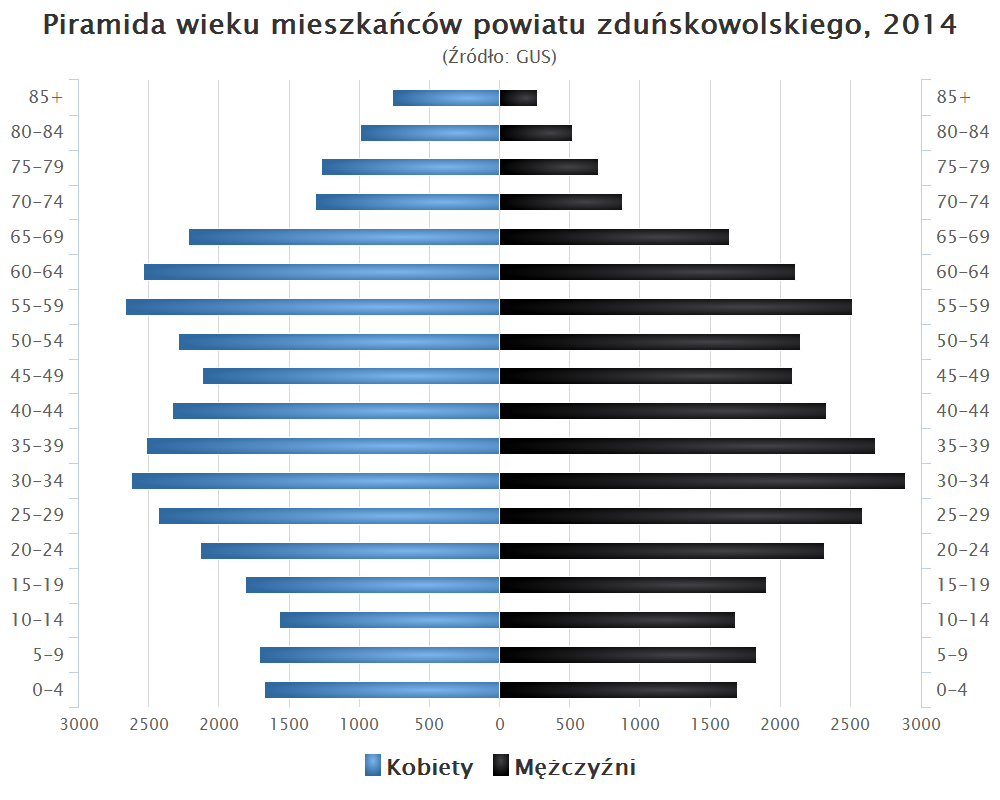
Piramida wieku mieszkańców powiatu zduńskowolskiego w 2014 roku

Dane z 31 grudnia 2007 r.:
| Opis                              | Ogółem     | Ogółem     | Kobiety    | Kobiety    | Mężczyźni  | Mężczyźni  |
| --------------------------------- | ---------- | ---------- | ---------- | ---------- | ---------- | ---------- |
| jednostka                         | osób       | %          | osób       | %          | osób       | %          |
| populacja                         | 67 693     | 100        | 34 969     | 51,7       | 32 724     | 48,3       |
| powierzchnia                      | 369,24 km² | 369,24 km² | 369,24 km² | 369,24 km² | 369,24 km² | 369,24 km² |
| miasto                            | 46 129     | 100        | 24 338     | 52,8       | 21 791     | 47,2       |
| wieś                              | 21 564     | 100        | 10 631     | 49,3       | 10 933     | 50,7       |
| gęstość zaludnienia (mieszk./km²) | 183        | 183        | 95         | 95         | 89         | 89         |

## Starostowie zduńskowolscy
Na podstawie źródła:
- Janusz Kazimierz Parada (21 grudnia 1998 – 18 listopada 2002)
- Kazimierz Kaczmarek (18 listopada 2002 – 27 listopada 2006)
- Wojciech Marek Rychlik (27 listopada 2006 – 22 listopada 2018)
- Hanna Elżbieta Iwaniuk (22 listopada 2018 – 6 maja 2024)
- Wojciech Marek Rychlik (6 maja 2024 – nadal)